# Bell X-1
Bell X-1 — експериментальний літак. Літак Bell Х-1 був першим літаком ВПС США з ракетним двигуном і спеціально призначався для дослідження проблем надзвукового польоту. Перший літак, який подолав звуковий бар'єр (14 жовтня 1947 року). Побудований компанією Bell.

## Опис
Розрахункова швидкість польоту літака Bell Х-1 на висоті 24 400 м становила 2720 км/год. Проєктування літака було розпочато в 1943 р. і проводилося фірмою «Белл» спільно з NACA (не плутати з NASA, яке було засноване лише в 1958 році) і ВПС. У 1946 р. був побудований перший екземпляр літака Х-1, що мав позначення Х5-1. Експериментальний ракетний літак Bell Х-1 являв собою вільнонесучий суцільнометалевий моноплан. Крило літака пряме, з обрізаними кінцями і з відносною товщиною 8%. На кінцевих частинах крила розташовані звичайні елерони, а між фюзеляжем і елеронами — посадочні щитки. Обшивка крила виготовлена з дюралевих плит товщиною понад 12,7 мм біля кореня і близько 3,2 мм на кінцях. Для зменшення вібрацій при великих швидкостях для літака спроєктовані спеціальні демпфери. Конструкція літака розрахована на перевантаження від +18 g до −10 g.
Фюзеляж овального перерізу, суцільнометалевий, з герметичною кабіною льотчика. Вхід в кабіну розташований з правого боку перед крилом. Ліхтар кабіни не виступає з обводів фюзеляжу. По верху фюзеляжу від основи кіля до ліхтаря проходить гребінь.
Хвостове оперення, як і крило, не має помітної стрілоподібності. Вільнонесучий стабілізатор з відносною товщиною 6% встановлений на 1/3 висоти кіля з таким розрахунком, щоб вивести його із зони турбулентності за крилом. Кут установки стабілізатора може змінюватися в польоті за допомогою гвинтового підйомника. Стерна висоти і напрямку мають балансування, а на кермі напрямку, крім того, встановлено тріммер.

## Історія
У першому польоті літак Х-1 був піднятий на спеціально модифікованому бомбардувальнику B-29 і після відділення від нього планував до землі з вимкненим двигуном. Посадка була проведена на дно висохлого озера, посадочна швидкість склала 290—320 км/год. Запуск з літака-носія забезпечував можливість підйому експериментального літака на висоту з повною вагою, який виключав його нормальний самостійний зліт з існуючих аеродромів. У кінці 1946 року було започатковано польоти з працюючим двигуном, що поклали початок серії широких експериментальних досліджень випробувань у білязвуковій і надзвуковій областях.
14 жовтня 1947 року вперше в США пілотований літак Bell Х-1 під управлінням капітана ВПС Чарльза Йегера досяг надзвуковій швидкості (М = 1,04). До передачі літака в музей Смітсонівського інституту на ньому було виконано більше 80 польотів. Під час останнього польоту в січні 1949 року літак злетів самостійно з половиною запасу палива; довжина розбігу при цьому склала близько 700 м, швидкість відриву — 273 км/год. Протягом 1 хв. 40 сек. літак набрав висоту 7600 м і залишався в повітрі 8 хв, хоча двигун працював менше 2 хв. Тільки в 1953 році ВПС США офіційно підтвердили, що в 1948 році на експериментальному літаку Bell Х-1 на висоті 14 000 м була досягнута швидкість 1556 км/год, а в 1949 році — висота 21 383 м.
Пізніше були побудовані ще два літаки Х-1: один з товщиною крила 10% та інший з паливним турбонасосом, що працював на концентрованому перекису водню. Перехід на подачу палива насосом дозволив збільшити запас рідкого кисню до 2270 л і спирту — до 2500 л, що забезпечило тривалість роботи двигуна на повній тязі до 4,5 хв. Але в першому ж польоті внаслідок повного витоку азоту Х-1 загорівся в повітрі, ще на літаку-носії, і його довелося скинути.

## Подальший розвиток літака Х-1
У 1952 році були розпочаті роботи над літаком Х-1А, який являв собою поліпшений варіант третього екземпляра літака Х-1 і призначався для проведення досліджень при більш високих надзвукових швидкостях польоту, включаючи дослідження проблеми так званого «теплового бар'єру». На проєктування і будівництво цього літака, включаючи попередні дослідження, було витрачено 10 млн доларів. Літак був побудований в 1953 році і почав проходити випробування в квітні того ж року. Конструктивно літак Х-1А подібний літаку Х-1. Істотною зовнішньою відмінністю є ліхтар кабіни, що виступає з обводів фюзеляжу. Довжина фюзеляжу збільшена на 213 мм для розміщення додаткового палива. Особливістю літака Х-1А є також те, що фюзеляж, за винятком ліхтаря кабіни і обтічника, що йде від основи кіля до ліхтаря, має форму кулі калібру 12,7 мм; його максимальний діаметр 1,4 м.

## Модифікації
- X-1A
- X-1B
- X-1D
- X-1E

## ЛТХ
- Екіпаж: 1
- Довжина: 30 футів 11 в (9,4 м)
- Розмах крила: 28 футів (8,5 м)
- Висота: 10 футів (3,3 м)
- Площа крила: 130 фт ² (12 m²)
- Порожня вага: 7000 фунтів (3175 кг)
- Завантажена вага: 12225 фунтів (5545 кг)
- Максимальна злітна вага: 12250 фунтів (5557 кг)
- Максимальна швидкість: 957 миль / год (1541 км / год) (число Маха 1,26)
- Стеля: 71900 футів (21 900 м)